# Alexej Poltoranin
Alexej Poltoranin, plným jménem Alexandr Jurjevič Poltoranin je kazachstánský běžec na lyžích. Je dvojnásobným bronzovým medailistou z MS 2013 v italském Val di Fiemme. Ve Světovém poháru vyhrál pět závodů, dalších sedm výher zaznamenal v etapách Tour de Ski a Ruka Triple. Většiny svých úspěchů dosáhl v závodech klasickou technikou.

## Závodnická kariéra
Zúčastnil se zimních olympijských her v Turíně 2006, Vancouveru 2010, Soči 2014 a Pchjončchangu 2018. Jeho největším úspěchem jsou dvě pátá místa ze sprintu (klasicky) a sprintu dvojic (volně) z Vancouveru 2010.
Na mistrovství světa startoval šestkrát, v letech 2007, 2009, 2011, 2013, 2015 a 2017. V roce 2013 vybojoval dvě bronzové medaile, v týmovém sprintu (volně) a na 50 km klasicky s hromadným startem.
Do Světového poháru vstoupil poprvé na jaře 2005. Má na svém kontě čtyři výhry, dalších sedm výher zaznamenal v etapách Tour de Ski či Ruka Triple. V celkových výsledcích je jeho nejlepším umístěním čtvrté místo ze sezóny 2012/13.
V Tour de Ski skončil v celkovém pořadí nejlépe čtvrtý, v sezóně 2017/18.

## Úspěchy ve Světovém poháru
Ruka Triple – celkové pořadí
2012 –  Kuusamo  3. místo
Závody světového poháru
2010 –  Davos  1. místo, 15 km klasicky
2011 –  Rogla  3. místo, 15 km klasicky hromadný start
2012 –  Gällivare  2. místo, 15 km volně
2013 –  La Clusaz  1. místo, 15 km klasicky hromadný start
2013 –  Davos  1. místo, sprint klasicky
2013 –  Lahti  2. místo, 15 km klasicky
2013 –  Drammen  2. místo, sprint klasicky
Etapy závodů světového poháru
2010 –  Kuusamo  2. místo, sprint klasicky (Ruka Triple)
2011 –  Kuusamo  1. místo, 15 km klasicky stíhací závod (Ruka Triple)
2012 –  Kuusamo  3. místo, 15 km klasicky stíhací závodc (Ruka Triple)
2013 –  Toblach  1. místo, 5 km klasicky (Tour de Ski)
2013 –  Val di Fiemme  1. místo, 15 km klasicky hromadný start (Tour de Ski)